# Psiloderces cattienensis
Psiloderces cattienensis es una especie de araña araneomorfa del género Psiloderces, familia Psilodercidae. Fue descrita científicamente por Li & Chang en 2020.
Habita en Vietnam. El holotipo masculino mide 1,32 mm y la paratipo femenino 1,28 mm.